# Saint-Germain-Beaupré

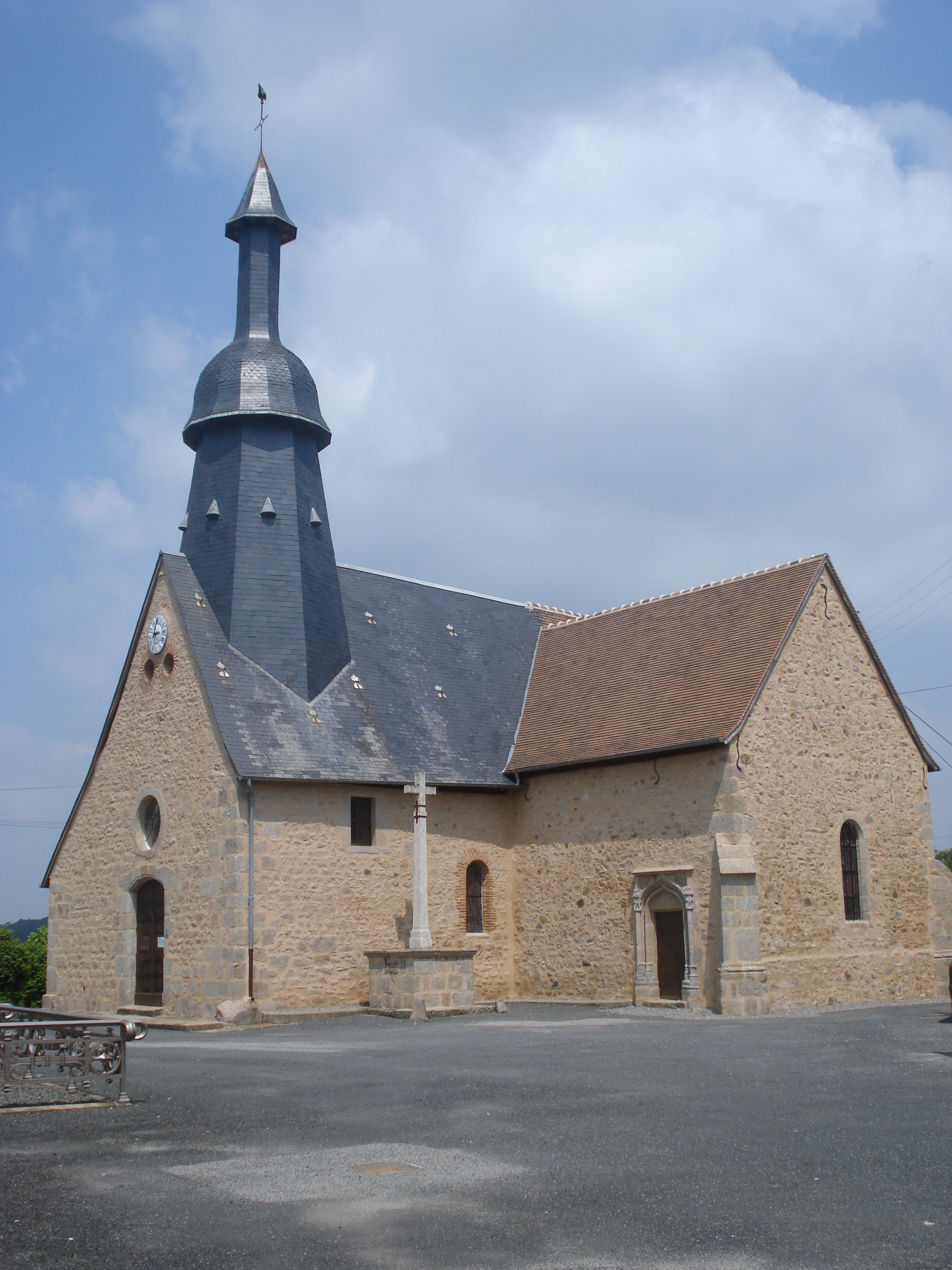
Kerk van Saint-Germain-Beaupré

Saint-Germain-Beaupré is een gemeente in het Franse departement Creuse (regio Nouvelle-Aquitaine) en telt 393 inwoners (2005). De plaats maakt deel uit van het arrondissement Guéret.

## Geografie

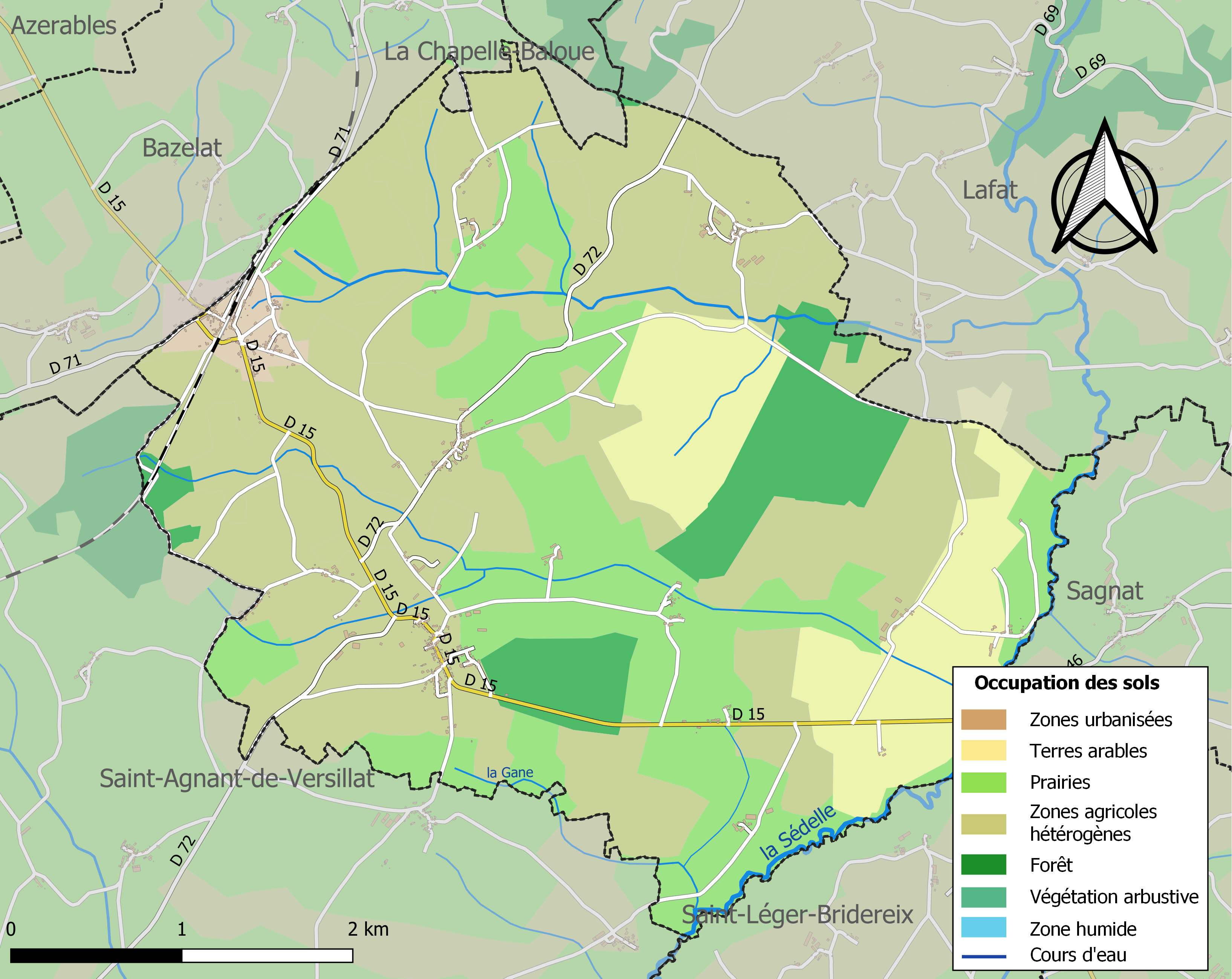
Kaart van de gemeente met de belangrijkste infrastructuur, bodemgebruik en omliggende gemeenten

De oppervlakte van Saint-Germain-Beaupré bedraagt 16,9 km², de bevolkingsdichtheid is 23,3 inwoners per km².

## Geschiedenis
Saint-Germain-Beaupré heette tot de 14e eeuw Saint-Germain-la-Forêt, waarschijnlijk is na ontginning van het bos de naam aangepast.
De Heerlijkheid Saint-Germain-Beaupré behoorde van de 10e tot de 18e eeuw aan de roemruchte familie de Foucauld. Guillaume de Foucauld vergezelde Saint Louis op kruistocht en had de trieste eer de dode koning te escorteren op de terugreis. Jacques de Foucault regelde de verloving van kroonprins Frans II en de 5-jarige Marie Stuart. In 1645 werd Saint-Germain-Beaupré tot markisaat verheven.
Een eerste fortkasteel dateerde van de 12e eeuw; dat werd herbouwd tussen 1407 en 1409. Het werd in 1533 vervangen door een nieuw kasteel, dat in 1580 door de katholieken werd verwoest, maar al snel weer werd herbouwd. Het kasteel kwam in 1768 door vererving in andere handen en werd daarna slecht onderhouden en meermalen verkocht. Het kasteel, gerenoveerd, is nog altijd privébezit en niet open voor publiek.
De kerk is van de 18e eeuw; toen is de kapel van de familie Foucauald in de nieuwbouw opgenomen. Dat gedeelte dateert van de 15e eeuw, zoals te zien is aan enige gotische bouwelementen, en bevat ook de familiegraven.
Na de Franse Revolutie viel het dorp Saint-Germain-Beaupré eerst onder de gemeente Saint-Agnant-de-Versillat om in 1825 een zelfstandige gemeente te worden die met nog geen 400 inwoners zestien woonkernen omvat.

## Demografie
Onderstaande figuur toont het verloop van het inwonertal (bron: INSEE-tellingen).